# Microcharon orghidani
Microcharon orghidani is een pissebed uit de familie Lepidocharontidae. De wetenschappelijke naam van de soort is voor het eerst geldig gepubliceerd in 1964 door Serban.